# Биджова махала
Биджова махала (на гръцки: Πιπεριά, Пиперия или Πιπεριές, Πιπεργιές, Пипериес, катаревуса Πιπεριαί, Пиперие, до 1926 година Μπίτζιο Μαχαλά, Бидзьо махала) е село в Егейска Македония, Гърция, в дем Мъглен (Алмопия) в административна област Централна Македония.

## География
Биджова махала е разположено в централната част на котловината Мъглен (Моглена), на 162 m надморска височина, на 3 km западно от демовия център Съботско (Аридеа).

## История

### В Османската империя
Селото е основано от турци юруци и е сравнително ново.
В „Етнография на вилаетите Адрианопол, Монастир и Салоника“, издадена в Константинопол в 1878 година и отразяваща статистиката на населението от 1873 година, Биджо махалеси (Bidjo Mahalessi) е посочено като село във Воденска каза с 30 къщи и 108 жители мюсюлмани.
Според статистиката на Васил Кънчов („Македония. Етнография и статистика“) в 1900 година в Биджо Махале живеят 700 турци.

### В Гърция
През Балканската война в 1912 година селото е окупирано от гръцки части и остава в Гърция след Междусъюзническата война в 1913 година. В 1913 година има 1201 или 946 жители. Боривое Милоевич пише в 1921 година („Южна Македония“), че Биджо-махала (Биџо-махала) има 140 къщи турци.
В 1924 година турското му население се изселва в Турция и на негово място са настанени гърци от Пропонтида, бежанци от Турция, главно от селищата Гония, Армутли, Гендже, Скамния, Триглия, Айвали, Пруса, Смирна, Катърли, Сафрамполи, Адампазар, Артаки, Панормо, Амасия, Вайвури, Вайзири, Кесария, Ванири, Караитини, Ортакьой, Пуеси, Саръкьой, Севастия, Трапезунд. В същия период се заселват и 12 семейства от Пожарско. В църквата, построена от жителите в 1953 – 1965 година се пази смятана за чудотворна икона на Успение Богородично от XII век, досена от Панормо.
В 1926 година селото е преименувано на Пипериес. Според преброяването от 1928 година селото е чисто бежанско със 134 бежански семейства и 579 души. Според други данни селото има 427 жители, от които 38 местни и 389 бежанци.
Селото пострадва от Втората световна война и от Гражданската война (1946 – 1949). Част от местните жители бягат в Югославия, а част от бежанците в по-безопасни селища.
От 542 жители в 1991 година според Тодор Симовски 14 семейства са местни, 22 понтийски, а останалите малоазийцити елинофони от Гония.
Според изследване от 1993 година селото е смесено „славофонско-бежанско“, като „македонският“ и понтийският в него са запазени на средно ниво, а турският на ниско.
Произвежда се пипер, копринени буби и жито. Добре развити са овощарството и лозарството, а частично и скотовъдството.
| Име       | Име        | Ново име     | Ново име      | Описание                                              |
| --------- | ---------- | ------------ | ------------- | ----------------------------------------------------- |
| Църна     | Τσέρνα     | Маврорема    | Μαυρόρεμα     | река на С от Биджова махала, приток на Топлица        |
| Топлица   | Τόπλιτσα   | Термопотамос | Θερμοπότομαος | река на С от Биджова махала, приток на Козяк (Колова) |
| Бело поле | Μπέλο Πόλο | Аспрокамбос  | Άσπρόκαμπος   | местност на ЮЗ от Биджова махала                      |

| Година    | 1913 | 1920 | 1928 | 1940 | 1951 | 1961 | 1971 | 1981 | 1991 | 2001 | 2011 | 2021 |
| --------- | ---- | ---- | ---- | ---- | ---- | ---- | ---- | ---- | ---- | ---- | ---- | ---- |
| Население | 1201 | 797  | 427  | 631  | 390  | 435  | 484  | 481  | 542  | 589  | 558  | 447  |